# 褚玠
褚玠（529年—580年），字温理，杭州钱塘人，祖籍河南郡阳翟县。

## 生平
褚玠九岁成為孤兒，由叔父骠骑从事中郎褚随所領養。博學多聞，屬文“词义典实，不尚淫靡”，歷官太子庶子、中书侍郎。
陳宣帝时，出京擔任山阴（浙江紹興市）縣令，有豪族陳信之父陳顯文魚肉鄉里，褚玠將他鞭打一百下。陳信私下贿赂舍人曹義達，褚玠被免官。褚玠沒錢返鄉，便留在山陰以務農种菜為生。太子陈叔宝闻知此事，赐褚玠粟米二百斛，得以返京。太子喜爱褚玠的才華，下令他進入殿中省。太建十年，擔任淮南王长史。太建十二年，升御史中丞，卒於任上，年五十二，太子陈叔宝亲自为他撰写墓志铭，在即位后追赠他为秘书监。
褚玠善骑射，一日隨司空侯安都打猎，遇有猛虎，褚玠引弓射之，两次发箭均射進虎口入腹，俄而虎毙。

## 家世
- 曾祖：褚炫，与謝朏、江敩、劉俁入侍殿中，稱四友。官至侍中、吏部尚书，谥贞子。
- 祖父：褚湮，官仕南朝梁御史中丞。
- 父亲：褚蒙，官至太子中舍人，537年卒。
  - 子：褚亮，唐朝十八学士之一，封阳翟县侯。
    - 孙：褚遂贤，袭阳翟县侯。
    - 孙：褚遂良，封河南郡公。

## 延伸阅读
[在维基数据编辑]
 《陳書·卷34》，出自姚思廉《陳書》